# Haut-Lieu
Haut-Lieu è un comune francese di 399 abitanti situato nel dipartimento del Nord nella regione dell'Alta Francia.

## Società

### Evoluzione demografica
Abitanti censiti